# هاراکیری: مرگ یک سامورایی
هاراکیری: مرگ یک سامورایی عنوان یک فیلم سه‌بعدی درام به کارگردانی تاکاشی میکه محصول سال ۲۰۱۱ است. جرمی توماس و توشیاکی ناکازاوا تهیه کنندگان این فیلم هستند که پیش از این نیز در ساختن فیلم سیزده آدمکش با میکه همکاری کردند. این فیلم بازسازی سه بعدی فیلم هاراکیری (۱۹۶۲) ساختهٔ ماساکی کوبایاشی است. نمایش نخست فیلم در جشنواره فیلم کن ۲۰۱۱ بود که اولین فیلم سه بعدی با نمایش نخست در این جشنواره شد.

## داستان
در دوره ادو اکثر سامورایی‌ها بیکار شده و تبدیل به یک سامورایی بی ارباب یا رونین می‌شوند. یک سامورایی بی‌ارباب به همراه دختر کوچک و پسری که به فرزند خواندگی گرفته با مشقت و زحمت زیاد با درست کردن چتر، روزگار می‌گذراند. او با فقر و گرسنگی آن‌ها را بزرگ می‌کند. چند سال بعد دخترش با پسر خوانده‌اش ازدواج می‌کند و بچه‌دار می‌شوند ولی همچنان زندگی فقیرانه و آبرومندی دارند. بچه به بیماری سختی مبتلا می‌شود اما دامادش از پس تهیه هزینه دارو بر نمی‌آید اما از جایی می‌شنود که اگر به خانه یکی از اربابان برود و تقاضای انجام هاراکیری کند افراد آن خانه برای جلوگیری از این کار مقداری پول به او می‌دهند تا از هاراکیری صرف نظر کند. او به خانه یکی از اربابان می‌رود و تقاضای انجام هاراکیری می‌کند اما برخلاف دفعات قبل افراد خانه تصمیم می‌گیرند که برای جلوگیری از این رویه که هرکسی برای گرفتن پولی به دروغ سراغ آنها می‌آید با خودکشی او موافقت کنند تا کسی دیگر جرئت نکند برای هاراکیری دروغین به خانه آنها بیاید. افراد خانه او را مجبور به خودکشی می‌کنند با یک شمشیر چوبی چون او شمشیر خود را برای تهیه دارو فروخته بود. جسد او را برای سامورایی و همسرش می‌برند. بچه به دلیل بیماری می‌میرد و همسرش نیز با دیدن جسد خودکشی می‌کند. سامورایی بی‌ارباب برای انتقام به خانه ارباب می‌رود و…